# Georg Mikhailovitj av Ryssland
George Mikhailovitj av Ryssland, född 1863, död 1919, var en rysk storfurste. Han var son till Mikael Nikolajevitj av Ryssland och kusin till tsar Alexander III av Ryssland. Han var general i ryska armén. 
Han arresterades under ryska revolutionen och sköts i Peter-Paulfästningen tillsammans med Nikolaj Mikhailovitj av Ryssland, Pavel Aleksandrovitj av Ryssland och Dmitrij Konstantinovitj av Ryssland i januari 1919. De dömdes till att avrättas av tjekan som respons på avrättningen av kommunisterna Karl Liebknecht och Rosa Luxemburg i Tyskland. 